# EGA
Poboljšani Grafički Adapter (Enhanced Graphics Adapter - EGA) je IBM PC grafički standard, uveden kao naslednik starijeg CGA i prethodnik popularnog VGA standarda. Uveo ga je IBM u oktobru 1984.  za njihov novi PC/AT, ali je bio u upotrebi i na drugim PC platformama. EGA ima mogućnost istovremenog prikaza od najviše 16 boja iz palete od 64. Maksimalna rezolucija je 640×350 piksela. Poređenja radi, Tandy grafički standard, koji se koristio otprilike u to doba, imao je mogućnost istovremenog prikaza od najviše 16 boja iz iste palete (64 boje), ali u manjoj rezoluciji (320×200), ili samo 4 boje u rezoluciji 640×200. EGA kartica ima 16 KB ROM-a sa ciljem da proširi sistemski BIOS dodatnim grafičkim funkcijama, kao i svoj sopstveni CRT kontroler koji ima povratnu kompatibilnost sa Motorola MC6845 čipom, korišćenim u ranijim grafičkim kontrolerima.

## Izlazne mogućnosti
EGA podržava:
- 640×350 w/16 boja (od 6-bitne palete od 64 boja).
- 640×350 w/2 boja.
- 640×200 w/16 boja.
- 320×200 w/16 boja.

Tekstualni mod:
- 40×25 sa 8×8 piksel fontom (efektivna rezolucija od 320×200)
- 80×25 sa 8×8 piksel fontom (efektivna rezolucija od 640×200)
- 80×25 sa 8×14 piksel fontom (efektivna rezolucija od 640×350)
- 80×43 sa 8×8 piksel fontom (efektivna rezolucija od 640×350)

Modovi proširenih grafika od ostalih hardverskih proizvođača:
- 640×400
- 640×480
- 720×540

## Paleta boja
| Default EGA 16-bojna paleta (napravljena kao ista za CGA boje) | Default EGA 16-bojna paleta (napravljena kao ista za CGA boje) | Default EGA 16-bojna paleta (napravljena kao ista za CGA boje) |
| Boja                                                           | rgbRGB                                                         | Decimala                                                       |
| -------------------------------------------------------------- | -------------------------------------------------------------- | -------------------------------------------------------------- |
| 0 – crna (#000000)                                             | 000000                                                         | 0                                                              |
| 1 – plava (#0000AA)                                            | 000001                                                         | 1                                                              |
| 2 – zelena (#00AA00)                                           | 000010                                                         | 2                                                              |
| 3 – sijan (#00AAAA)                                            | 000011                                                         | 3                                                              |
| 4 – crvena (#AA0000)                                           | 000100                                                         | 4                                                              |
| 5 – ljubičasta (#AA00AA)                                       | 000101                                                         | 5                                                              |
| 6 – braon (#AA5500)                                            | 010100                                                         | 20                                                             |
| 7 – bela / svetlo siva (#AAAAAA)                               | 000111                                                         | 7                                                              |
| 8 – tamno siva / svetlo crna (#555555)                         | 111000                                                         | 56                                                             |
| 9 – svetlo plava (#5555FF)                                     | 111001                                                         | 57                                                             |
| 10 – svetlo zelena (#55FF55)                                   | 111010                                                         | 58                                                             |
| 11 – svetlo sijan (#55FFFF)                                    | 111011                                                         | 59                                                             |
| 12 – svetlo crvena (#FF5555)                                   | 111100                                                         | 60                                                             |
| 13 – svetlo ljubičasta / roze (#FF55FF)                        | 111101                                                         | 61                                                             |
| 14 – svetlo žuta (#FFFF55)                                     | 111110                                                         | 62                                                             |
| 15 – svetlo bela (#FFFFFF)                                     | 111111                                                         | 63                                                             |

## Specifikacije

### Konektor
Ženski DE-9 konektor, na EGA (kompjuter). Brojevi pinova: gornji red su pinovi 1-5, donji red su pinovi 6-9,  brojeni s desna na levo u ovoj ilustraciji.
| Pin | Ime | Funkcija                    |
| --- | --- | --------------------------- |
| 1   | GND | Uzemljenje                  |
| 2   | SR  | Druga crvena (intezivnost)  |
| 3   | PR  | Crvena                      |
| 4   | PG  | Zelena                      |
| 5   | PB  | Plava                       |
| 6   | SG  | Druga zelena (intezivnost)  |
| 7   | SB  | Druga plava (intezivnost)   |
| 8   | H   | Horozintalna sinhronizacija |
| 9   | V   | Vertikalna sinhronizacija   |

### Signali
| Tip              | Digitalni, TTL                  |
| Rezolucija H × V | 640×350, ostali modovi dostupni |
| H-frekvencija    | 15.7 ili 21.8 kHz               |
| V-frekvencija    | 60 Hz                           |
| Boje             | 6-bit (64 paleta)               |